# Schloss Hinterndobl

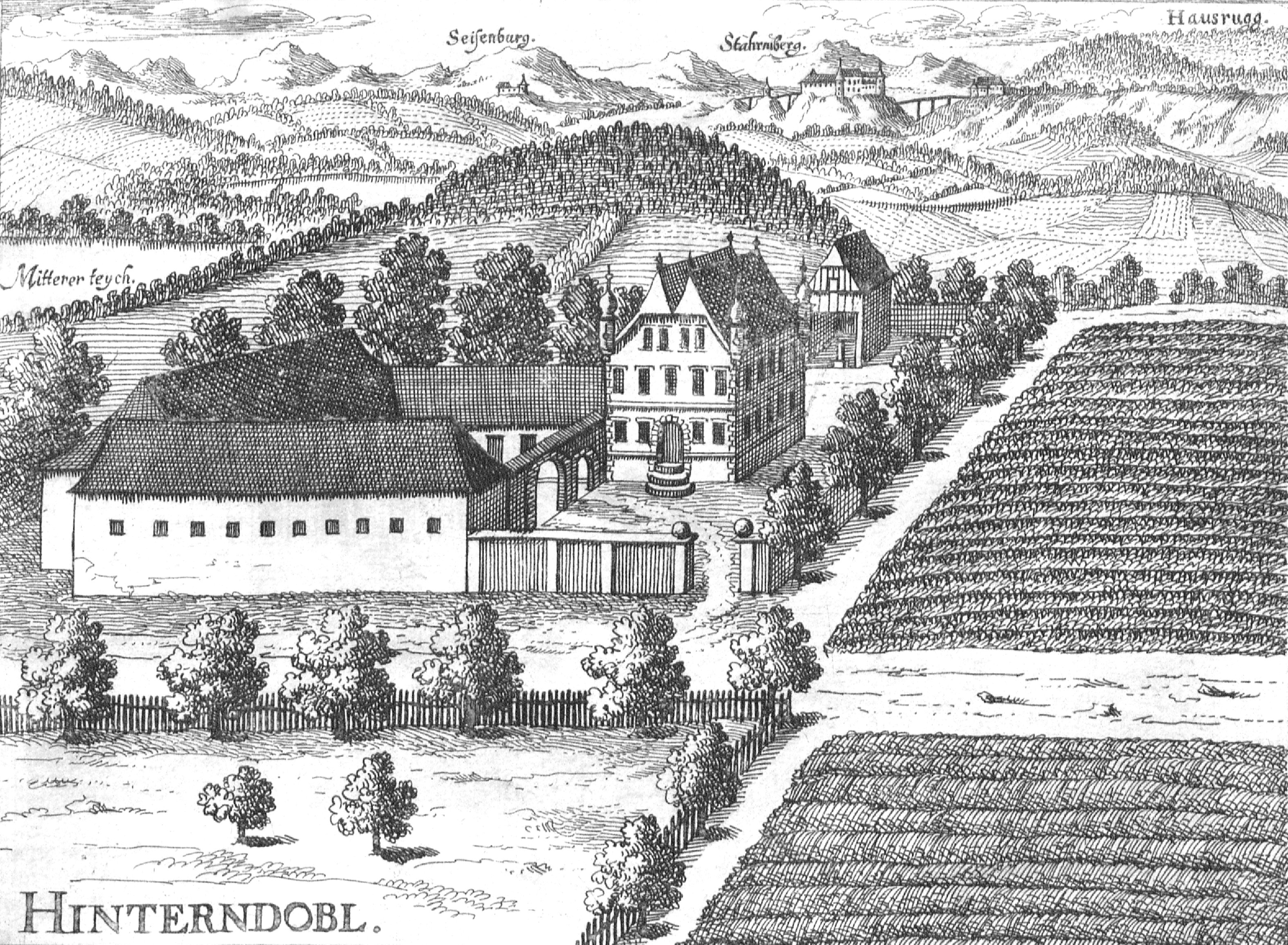
Schloss Hinterndobl nach Georg Matthäus Vischer von 1674

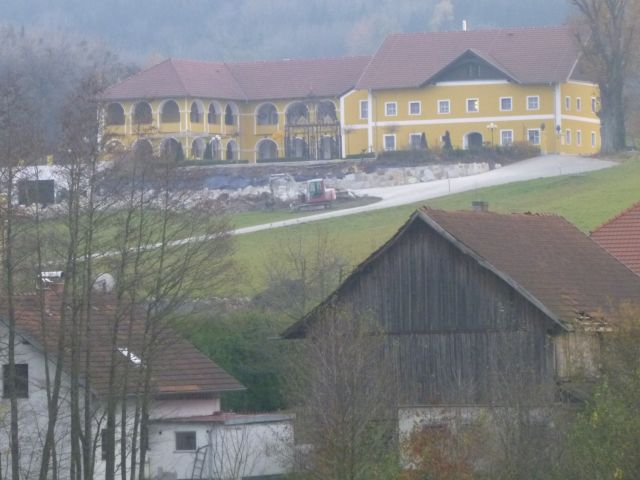
Schloss Hinterndobl heute

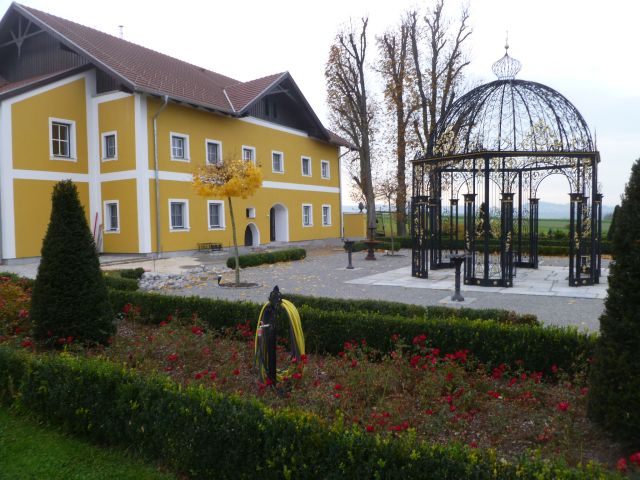
Schloss Hinterndobl: Hauptgebäude mit Salettl

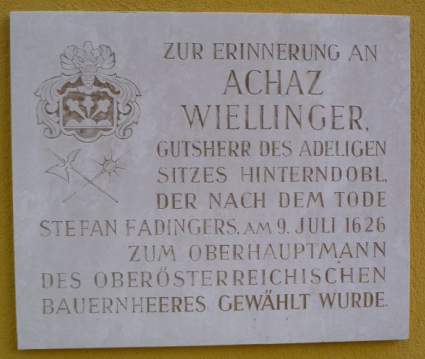
Schloss Hinterndobl: Gedenktafel für Achaz Wiellinger

Schloss Hinterndobl ist ein auf einer Anhöhe liegendes Schloss im Ort Hinterndobl in der Gemeinde Dorf an der Pram im Bezirk Schärding in Oberösterreich.

## Geschichte
Der eigentliche Erbauer von Schloss Hinterndobl ist nicht bekannt. Das Schloss wird 1560 erstmals genannt, sein damaliger Besitzer war Leonhard Puchner (auch Puechner geschrieben), Pfleger zu Erlach, der beim Kaiser die Erhebung zu einem adeligen Sitz erwirkte. Der Sohn Christoph Puchner war Erbauer des Schlosses Puchberg bei Wels. Die Tochter Maria bekam Hinterndobl als Heiratsgut, als sie 1570 Hans Christian Wiellinger (Willinger) heiratete. Ein Sohn aus dieser Ehe war der bekannte Bauernführer Achaz Wiellinger von der Au auf Hinterndobl, der 1627 in Linz hingerichtet wurde. Trotz der Hinrichtung von Achaz Wiellinger blieb Hinterndobl im Besitz der Familie, da sich sein Sohn Johann Ernst (verheiratet in zweiter Ehe mit Anna Renata, geb. von Clam) wieder zum katholischen Glauben bekehrt hatte. Anna Renata verstarb am 15. Januar 1690, Johann Ernst am 3. August desselben Jahres. 1731 gelangte der Besitz als Heiratsgut der Maria Eleonora Wiellinger an deren Gatten, den Freiherrn Johann Ludwig von Gablkoven. Deren Sohn Achaz verkaufte die Herrschaft zusammen mit Schloss Innersee 1777 an Ernst Ignaz Gemberly, Ritter von Weidenthal; die Weitergabe des Besitzes folgte dann für etwa 100 Jahre bis ca. 1870 dem gleichen Erbgang wie das Schloss Innersee, dann teilten sich die Besitztümer auf. Das Schloss diente längere Zeit als Braustätte und als Gasthaus (früherer Gasthof „Zum Bräu“).

## Baugeschichte
Das Schloss Hinterndobl ist in den letzten 300 Jahren bis vor kurzem wenig verändert worden. Die auf dem Stich von Vischer erkennbaren vier Scharwachttürme sind seit längerem verschwunden, ebenso das doppelt eingewalmte Dach. Der angebaute Maierhof hatte bereits früher den vorhandenen Stalltrakt verloren, wurde aber über einen Laubenflügel mit dem Haupttrakt verbunden. Heute ist auch dieser verschwunden; stattdessen findet sich hier ein mit Rundbögen ausgestatteter Anbau mit offenen Arkaden. Die einstige Schlosskapelle stand etwa 100 m vom Schloss entfernt; sie wurde 1930 abgetragen. Im Inneren des Hauptgebäudes zieht sich ein Flur durch das gesamte Haus. Er ist mit einem Kreuzrippengewölbe ausgestattet. Im Obergeschoß haben sich gotische Holzbalkendecken sowie Türrahmen aus dem 16. Jahrhundert erhalten. Der heutige Besitzer Josef Kaltenböck ließ das Schloss vom Welser Architekten Dieter Mayerhofer zu einem Wohnobjekt mit 16 Wohnungen umbauen. Neben der hier großzügig angelegten Wohnanlage soll das ehemalige Schloss nach einer vor dem Eingang angebrachten Tafel auch als Bauernkrieggedenkstätte dienen.